# Горан Вуковић
Горан Вуковић Мајмун (Београд, 1959 — Београд, 12. децембар 1994) био је српски гангстер и криминалац.

## Биографија
Вуковић је добио надимак „Мајмун” због свог стила пењања по степеницама тако што је скакао. Убијен је у децембру 1994. у свом ауту када су тројица нападача са црним фантомкама испалили хице у њега, након чега је на месту преминуо. Био је власник неколико клубова по Београду, а и шеф Вождовачке криминалне групе. У то време је био и пријатељ са такође познатим криминалцима: Ђорђем Божовићем Гишком, Браниславом Матићем Белим и Александром Кнежевићем Кнелетом.
Вуковић је такође остао запамћен и као убица Љубомира Магаша (Љубе Земунца), који је био један од најпознатијих личности југословенског подземља.